# FIA GT1世界選手権
FIA GT1世界選手権（エフアイエー ジーティーワンせかいせんしゅけん、FIA GT1 World Championship）は、ステファン・ラテル・オーガニゼーション（SRO）が主催し、国際自動車連盟（FIA）が管轄する、FIA GTカーによるレースの名称。2010年より開催されていたが2012年にFIA GT1世界選手権としては終了した。翌年の2013年からFIA GTシリーズ、2014年からはブランパンスプリントシリーズとして開催されている。

## 大会設立までの経緯
2009年まで開催されていたFIA GT選手権の後継大会として行われていた。またGT3クラスのFIA GT3ヨーロッパ選手権、GT4ヨーロピアンカップも併催されることもある。
2010年は、マセラティ・MC12、アストンマーティン・DBR9、シボレー・コルベットC6R、ランボルギーニ・ムルシエラゴ R-GT、フォード・GTと、前年スポット参戦した日産・GT-Rが本年より本格的に参戦を開始した。
しかしGT1規定のコスト増大によりエントラントの減少を招いたため、
2012年からGT1の代わりにFIA GT3規定車両を導入し、シリーズは終了した。

## レース進行
セッションは週末の金、土、日曜日の3日間で行われる。但し、アブダビグランプリのみ、土、日曜日の2日間で全セッションが行われる。

### 金曜日
- 練習走行80分
- 予備予選80分

### 土曜日
- 予選セッション

60分のスケジュール内で行われる、ノックアウト方式予選。
Q1 0:00～0:20 ファーストドライバーが出走。ラップタイム下位4台がノックアウトされ、順位確定となる。残り14台のタイムはリセットされ、Q2には継承されない。7分間のインターバルが挟まる。
Q2 0:27～0:42 セカンドドライバーが出走。ラップタイム下位6台がノックアウトされ、順位確定。残り8台のタイムは再びリセットされ、Q3には継承されない。8分間のインターバルが挟まる。
Q3 0:50～1:00 ファーストドライバーが出走。最速ラップ順に、予選レースのグリッドが確定する。
- ウォームアップ走行30分
- 予選レース

60分間で争われ、決勝レースのグリッドを争う。1位から6位までにはチャンピオンシップポイントが贈与される。

### 日曜日
- 決勝レース

60分間で争われる。1位から10位までにチャンピオンシップポイントが贈与される。

## レギュレーション

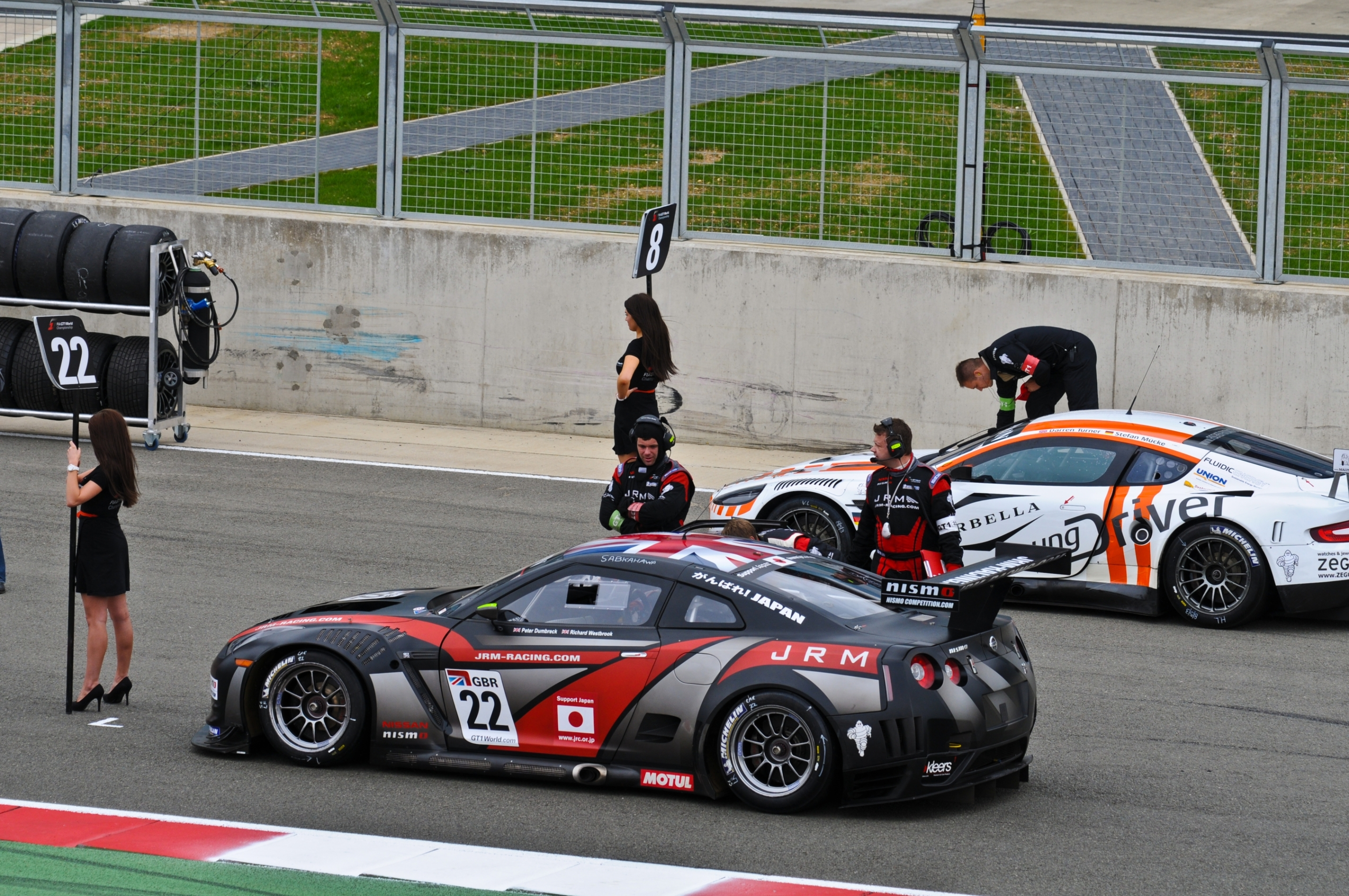
2011年度の日産GT-Rとアストンマーティン

### 参戦マシン
各メーカーが1チームに2台ずつ供給するよう割り当てられている。
マシンは、2010,2011年はFIA GT1規格に、2012年はGT3規格に適合したもので、且つ、シーズン前のテストでのタイム差等から性能差を確認し、バランス・オブ・パフォーマンスと呼ばれる性能調整が施される。これによって、各マシンの戦闘力をほぼ均一にし、迫力あるレースができるよう配慮されている。
ドライバーは、1台に付き2名と規定されており、それぞれファーストドライバー、セカンドドライバーと呼称される。

### タイヤ
ミシュランのワンメイク。
レースウィーク中は6セットのタイヤが使用でき、前回イベントで使用したタイヤも使用することが可能。
フレッシュタイヤは、金曜日のセッションで2セット、日曜日のウォームアップ時に2セットの合計4セットが各マシンに供給される。
予選レース、決勝レースとも、4輪全てのタイヤ交換が義務付けられている。

### サクセスバラスト
予選レース、決勝レースの順位に応じて、サクセスバラストと呼ばれるウェイトハンデを負わなければならない。予選レースの結果が1位だったマシンには10kg、2位には5kgのバラストが加算される。逆に9位になると5kgの減算、10位以下は10kgの減算が施される。決勝レースに於いては、1位に30kg、2位20kg、3位10kg、4位5kgのバラスト加算、6位からは減算になり、6位5kg、7位10kg、8位20kg、9位以下30kgのバラスト減算となる。尚、サクセスバラストは、次回イベントにも引き継がれ、イベント毎やレース毎にリセットされることは無い。

### 規定ピットストップ
予選レース、決勝レースともピットストップが義務付けられており、4輪のタイヤ交換とドライバー交代を必ずしなければならない。1時間の耐久レースという性質上、ピットストップのタイミングが明確に規定されており、レーススタートから25分以降35分までの間にピットインしなければならない。

### チャンピオンシップポイント
- 予選レース：1位8ポイント、2位6ポイント、3位4ポイント、4位3ポイント、5位2ポイント、6位1ポイント
- 決勝レース：1位25ポイント、2位18ポイント、3位15ポイント、4位12ポイント、5位10ポイント、6位8ポイント、7位6ポイント、8位4ポイント、9位2ポイント、10位1ポイント

## 歴代チャンピオン
- ドライバーズチャンピオン

| 年   | ドライバー                                    | 所属チーム                   | 車両                            |
| ---- | --------------------------------------------- | ---------------------------- | ------------------------------- |
| 2010 | ミハエル・バルテルス アンドレア・ベルトリーニ | ビータフォン・レーシング     | マセラティ・MC12                |
| 2011 | ミハエル・クルム ルーカス・ルアー             | JRMレーシング                | 日産・GT-R                      |
| 2012 | マルク・バッセン マルクス・ヴィンケルホック   | ミュニッヒ・モータースポーツ | メルセデス・ベンツ・SLS AMG GT3 |

- メイクスチャンピオン

| 年   | メーカー           | 車両        |
| ---- | ------------------ | ----------- |
| 2010 | アストンマーティン | DBR9        |
| 2011 | アストンマーティン | DBR9        |
| 2012 | メルセデス・ベンツ | SLS AMG GT3 |

- チームチャンピオン

| 年   | チーム                                    |
| ---- | ----------------------------------------- |
| 2010 | ビータフォン・レーシング                  |
| 2011 | Hexis アストンマーティン・レーシング      |
| 2012 | ALL-INKL.com ミュニッヒ・モータースポーツ |